# Дидактическо моделиране
Дидактическо моделиране е годишник, който е електронно издание на семинара „Дидактическо моделиране“ на Института по математика и информатика към Българската академия на науките. ISSN 1314-1651.
Сред включените в годишника теми са следните: Състояние, проблеми и перспективи на образованието по математика в България, педагогически практики в българските училища, теоретични проблеми на педагогиката, научни статии по математика и други.
Главен редактор на списанието е доц. Борислав Лазаров.